# Comillas
Comillas è un comune spagnolo di 2.483 abitanti situato nella comunità autonoma della Cantabria sulla costa oceanica a 17 km ad ovest di Santillana del Mar. È conosciuta come "città degli arcivescovi" per avere dato i natali a cinque prelati che nel medioevo ressero diverse diocesi.
È una tranquilla e signorile cittadina dichiarata Conjunto Histórico Artístico per la sua singolare architettura che la distingue da quella propria della Cantabria. È anche una località balneare ben attrezzata e molto frequentata durante i mesi estivi, oltre che per la sua bella spiaggia situata al centro del paese, per la possibilità di fare sport nautici, dalla pesca ed esplorazione subacquea, al surf, alla vela.
La sua economia si basa sull'agricoltura e l'allevamento del bestiame, sulla pesca e, soprattutto, sul turismo. Nel medioevo Comillas fu un piccolo paese che viveva di pesca col suo porticciolo e di una modesta agricoltura di sussistenza.

## Storia
Come attestano le numerose grotte con dipinti rupestri esistenti nei dintorni come le famosissime Cuevas de Altamira è certa la presenza umana nella zona nel Paleolitico.
All'epoca della nascita delle signorie cadde sotto il dominio dei Mendoza marchesi di Santillana con i quali il popolo ebbe occasione di frequenti tensioni, Altra influenza esercitò la potente Abadía de Santillana monastero già esistente nell'870 divenuto poi Collegiata.
Non cambiò la situazione economica nei secoli successivi tanto che il comune sopportò nel XIX secolo l'emigrazione di molti suoi cittadini soprattutto verso le Americhe. Alcuni di questi riuscirono a fare fortuna e ritornarono al paese natio. Il più importante di questi emigranti fu Antonio López y López che a 12 anni partì per Cuba dove riuscì a farsi un piccolo capitale che, tornato in Spagna e stabilitosi in Catalogna, seppe far lievitare notevolmente diventando proprietario di imprese di rami diversi e, soprattutto, della più grande compagnia di navigazione spagnola del suo tempo ed una delle maggiori d'Europa: la Transatlantica Española, che ebbe anche un ruolo importante durante la breve guerra ispano-americana del 1898 che costò alla Spagna la perdita di Cuba e di Porto Rico. Per l'aiuto alla monarchia durante la guerra e, soprattutto, per l'impulso dato alla marineria di Spagna il re Alfonso XII lo nominò marchese di Comillas. Ritornato nella sua città natale don Antonio López convinse il re a passarvi le vacanze estive. Sull'esempio del re, giunsero a Comillas anche la corte e l'aristocrazia spagnola e il paese trasformò la sua economia divenendo un famoso centro di villeggiatura in cui si sviluppò un'intensa attività edilizia con i più famosi architetti catalani che si sbizzarrirono a creare degli edifici di stile modernista. Accanto alle casonas, tradizionali tipiche residenze signorili della Cantabria, sorsero palazzi neogotici, neo-arabi, neo-mudéjar.

## Monumenti e luoghi d'interesse
Casonas dei secoli XVI-XVIII, La Plaza contornata da casonas dotate di ampi balconi e con stemmi e scudi delle famiglie proprietarie. Plaza del Corro de Campios dove si trovano i principali caffè e ristoranti ed è molto frequentata d'estate da turisti, Plaza de Costres Castos con torre, case con ampi terrazzi e una moderna fontana al centro, El Capricho di Antoni Gaudí, dichiarato «monumento histórico-artístico» nel 1969, di stile arabeggiante con portico e muri rivestiti di ceramiche, il Cementerio (il cimitero) con la scultura dell'Angelo sterminatore, opera di Josep Llimona che domina i resti della vecchia chiesa gotica, Iglesia de San Cristobal, chiesa parrocchiale del XVII secolo, Monumento al Marqués de Comillas opera di Lluís Domènech i Montaner che domina la città dall'alto di una collina con bella vista sulla costa. Pure in alto la grandiosa mole della Universidad Pontificia.
L'Università Pontificia nacque nel 1881 grazie al patrocinio del capitalista e primo marchese di Comillas Antonio López López e di suo figlio come Seminario dei Gesuiti, iniziando l'attività nel 1892 con l'approvazione del papa Leone XIII. Fu riconosciuta poi come Università cattolica nel 1904, però trasferita a Madrid nel 1908. Il Vaticano concesse l'autorizzazione per la cessione del grandioso complesso con la condizione che l'acquirente ne curasse la manutenzione e la destinazione e l'uso non fossero contrari alla dottrina cattolica. La nuova proprietaria fu la Cassa di Cantabria, che lasciò inutilizzata buona parte dell'edificio e Comillas perse così un'importante istituzione culturale. Nel 2006 è sorta la Fundación Campus Comillas che si propone una nuova attività culturale a partire dal 2008.

## Dintorni
A 18 km la famosa grotta di Altamira con i dipinti rupestri.
A 17 km Santillana del Mar con la grandiosa Collegiata di Santa Juliana dei secoli XII-XIV, massimo monumento dell'arte romanica in Cantabria.
A 50 km Santander, capoluogo della provincia, importante moderno porto commerciale e durante i mesi estivi anche centro balneare.
A 60 km i Picos de Europa.

## Feste
Il 9 febbraio Santa Polonia, il 15 maggio San Pedro Labrador, il 16 giugno San Adriano. il 28 giugno San Pedro — Danzas de Oedruco, il 16 luglio Santo Cristi de Amparo, la maggiore festa di Comillas, festa dei pescatori e della gente di mare con processione marina delle barche, messa solenne, balli popolari, canti e urla di gioia, il 30 novembre San Andrés con la consuetudine di offrire pane, uova e vino ai visitatori.

## Filmografia
- Primos, regia di Daniel Sánchez Arévalo (2011)